# Aminoácidos ramificados
Los aminoácidos ramificados esenciales (llamados también aminoácidos de cadena ramificada en inglés se denominan BCAA de Branched-Chain Amino Acids) se refiere a un tipo de aminoácidos que posee un compuesto alifático que son no lineales (su nombre proviene de esta característica ramificada). Entre ellos se encuentran la leucina, la isoleucina y la valina. (Se trata de los aminoácidos más hidrófobos) y se ingieren mediante una dieta adecuada. La combinación de estos tres aminoácidos  esenciales compone casi la tercera parte de los músculos esqueléticos en el cuerpo humano y desempeñan un papel muy importante en la síntesis de proteínas. Los aminoácidos de cadena ramificada se emplean frecuentemente en los tratamientos de los pacientes que han sufrido quemaduras, así como en los suplementos dietéticos de los atletas que practican musculación.

## Funcionamiento
Una de las principales funciones de este tipo de aminoácidos es la síntesis proteica. La oxidación de los BCAA tiene como función proporcionar energía metabólica a los músculos así como a otros órganos solicitantes de ella, así como de ser precursores de la síntesis de los aminoácidos siendo un favorecedor de la síntesis de la alanina y la glutamina en los estados catabólicos. El catabolismo desgasta el músculo esquelético generando un balance de nitrógeno negativo en los tejidos. Los BCAA detienen la proteólisis tanto en sujetos vivos como en muestras de laboratorio. Este tipo de aminoácidos es captado con 'avidez' por el músculo provocando ciertos efectos ergogénicos, principalmente deteniendo el efecto catabólico y favoreciendo la síntesis proteica. El contenido de aminoácidos de cadena ramificada crece durante las primeras fases del ejercicio y posteriormente van disminuyendo. La razón o velocidad de disminución depende directamente de la intensidad del ejercicio Suelen incrementar los niveles de serotonina cuando el cerebro recibe niveles elevados de triptófano (un aminoácido precursor de la serotonina). 

Leucina
Isoleucina
Valina

La ingesta de aminoácidos, incluidos los BCAA, se absorben por el intestino delgado vía las células epiteliales mediante transportadores específicos de aminoácidos y son transportados al hígado por el torrente sanguíneo de la vena porta. Los BCAA se emplean en el organismo como reguladores de la síntesis y degradación (proteólisis) de proteínas y son precursores clave en la síntesis de la glutamina y alanina. Además la oxidación de los BCAA genera energía anaeróbica en los músculos. La oxidación de los BCAA es controlada a corto plazo por los productos sintetizados en la transaminación de la leucina y a largo plazo por muchas condiciones fisiológicas y patológicas tales como la diabetes, el cáncer, la sepsis y la infección.

## Usos
Se suele ingerir como suplemento dietético (Frecuentemente como suplemento de musculación) con el objetivo de evitar el sobreentrenamiento en los atletas de levantamiento de pesos y de musculación. Su efecto en la disminución de la fatiga deportiva es una fuente de debate en la actualidad y existen estudios científicos con resultados contradictorios. Se aplica como suplemento dietético en pacientes que han tenido una operación quirúrgica o que sufren de cáncer debido a los procesos de catábolisis de proteínas que puedan sufrir sus organismos. Se ha empleado como terapia en pacientes que sufren de discinesia. Se ha empleado en la industria cárnica como suplemento alimenticio de ciertos animales y poder obtener carnes de calidad.

## Uso dietético
El uso como suplemento en deportes anaeróbicos suele hacerse en tomas con protocolos de dos tomas, generalmente media hora antes y después del ejercicio. Algunos autores mencionan dos tomas, pero media hora antes y 'durante el ejercicio'. Otros han investigado el efecto de las tomas en periodos anteriores al descanso nocturno pudiendo comprobar que no hay efectos en el crecimiento muscular. Los aminoácidos de cadena ramificada se distribuyen de muchas formas, en píldoras, en polvo, etc. Y existen una gran variedad de dosificaciones que van desde uno hasta cuarenta gramos por día. Los compuestos comercializados suelen tener un ratio de 2:1:1 (leucina:valina:isoleucina). Algunas recomendaciones mencionan una dosis de 1,500–6,000 mg/día de leucina y 800–3,000 mg/día tanto de isoleucina y valina. Se aconseja tomar los aminoácidos ramificados junto con suplementos de proteína o con carne magra, así como con múltiples vitaminas (dentro del grupo B) y minerales. Unos 5-20 gramos por día (en forma de tabletas/cápsulas) en dosis divididas durante el día (algunas de ellas durante el ejercicio) o tras el ejercicio en forma de líquido (de 1 a 7 gramos de BCAA por litro de bebida deportiva).

## Efectos secundarios
Se está investigando relación de l-leucina l-valina l-isoleucina con la aparición de varicocele en deportistas y otros efectos no deseados. Consumir grandes cantidades de BCAA durante el ejercicio puede hacer disminuir la absorción de agua en el intestino, lo que puede inducir a problemas gastrointestinales.Se recomienda tomar grandes cantidades de agua durante el día,de 2 a 3 litros para evitar dichos problemas.

## Biosíntesis de aminoácidos ramificados
El ser humano no puede producir valina, leucina e isoleucina, por lo cual son considerados aminoácidos esenciales que debe ser ingeridos a partir de los alimentos. Otros organismos si pueden producir aminácidos ramificados, por ejemplo las bacterias lácticas. En este caso la ruta de biosíntesis parte del piruvato y el primer paso está catalizado por el enzima acetohidroxiácido sintasa.
La degradación de aminoácidos de cadena ramificada ocurre por intermedio del complejo deshidrogenasa de alfa-cetoácidos de cadena ramificada (por sus siglas en inglés, BCKDH).